# 2009 في جنوب إفريقيا
فيما يلي قوائم الأحداث التي وقعت خلال عام 2009 في جنوب أفريقيا.

## سياسة

### تعيين في المنصب
- 1 يناير – ويني ماديكيزيلا مانديلا عضو الجمعية الوطنية لجنوب أفريقيا.
- 9 مايو – جاكوب زوما رئيس جنوب أفريقيا.

### انتهاء فترة المنصب
- 9 مايو – كاليما موتلانتي رئيس جنوب أفريقيا.

## رياضة
- 28 يونيو – كأس القارات 2009 الفائز منتخب البرازيل لكرة القدم.

## أفلام
من الأفلام التي صدرت هذه السنة في جنوب أفريقيا:
- 1 يناير – الطربوش الفضي
- 13 أغسطس – المقاطعة 9 من إخراج نيل بلومكامب.
- 3 ديسمبر – الذي لا يقهر من إخراج كلينت إيستوود.

## وفيات

### أبريل
- 6 أبريل – أيفي ماتسيبي (مواليد 1937) سياسية جنوب أفريقية.
- 13 أبريل – ألفريد سويفت (مواليد 1931) دراج جنوب أفريقي.